# Centro de interpretación de la Puerta de Almería
El enclave arqueológico Puerta de Almería es un espacio museológico dependiente de la Agencia Andaluza de Instituciones Culturales de la Junta de Andalucía, situado en la ciudad española de Almería, en la comunidad autónoma de Andalucía, España. Alberga por un lado, los únicos restos arqueológicos romanos conservados en la ciudad: una factoría de salazones; y por otro, una de las puertas de la muralla islámica que cerraba la ciudad por el sur.
Inaugurado en 2006, su objetivo es la puesta en valor y divulgación de varios conjuntos de restos arqueológicos de gran importancia para la historia antigua y medieval de la ciudad.

## Hallazgo, excavación y creación del enclave arqueológico
En el transcurso de unas obras para la construcción de un edificio en un solar situado entre la calle de la Reina y el Parque Nicolás Salmerón, las palas excavadoras ponen al descubierto unas estructuras arqueológicas y abundante material cerámico de época medieval. El hallazgo se pone en conocimiento de las autoridades competentes, se paralizan las obras y se inicia una excavación arqueológica de urgencia en noviembre de 1984.
En esta intervención se documentan 6 balsas romanas pertenecientes a una factoría de salazones y la muralla islámica de época califal con una de sus puertas.
Ante la importancia del hallazgo, se abre un debate sobre la conveniencia de su conservación y finalmente se decide conservar los restos y modificar el proyecto de obra original. En un principio se pensó en su musealización al aire libre, aunque finalmente y tras varios años, los restos se integraron en este enclave arqueológico, que abrió sus puertas en julio de 2006. 

## Estructura
El enclave se organiza en varias salas, en las que en función de los restos arqueológicos se abordan diferentes contenidos temáticos.

### La arqueología

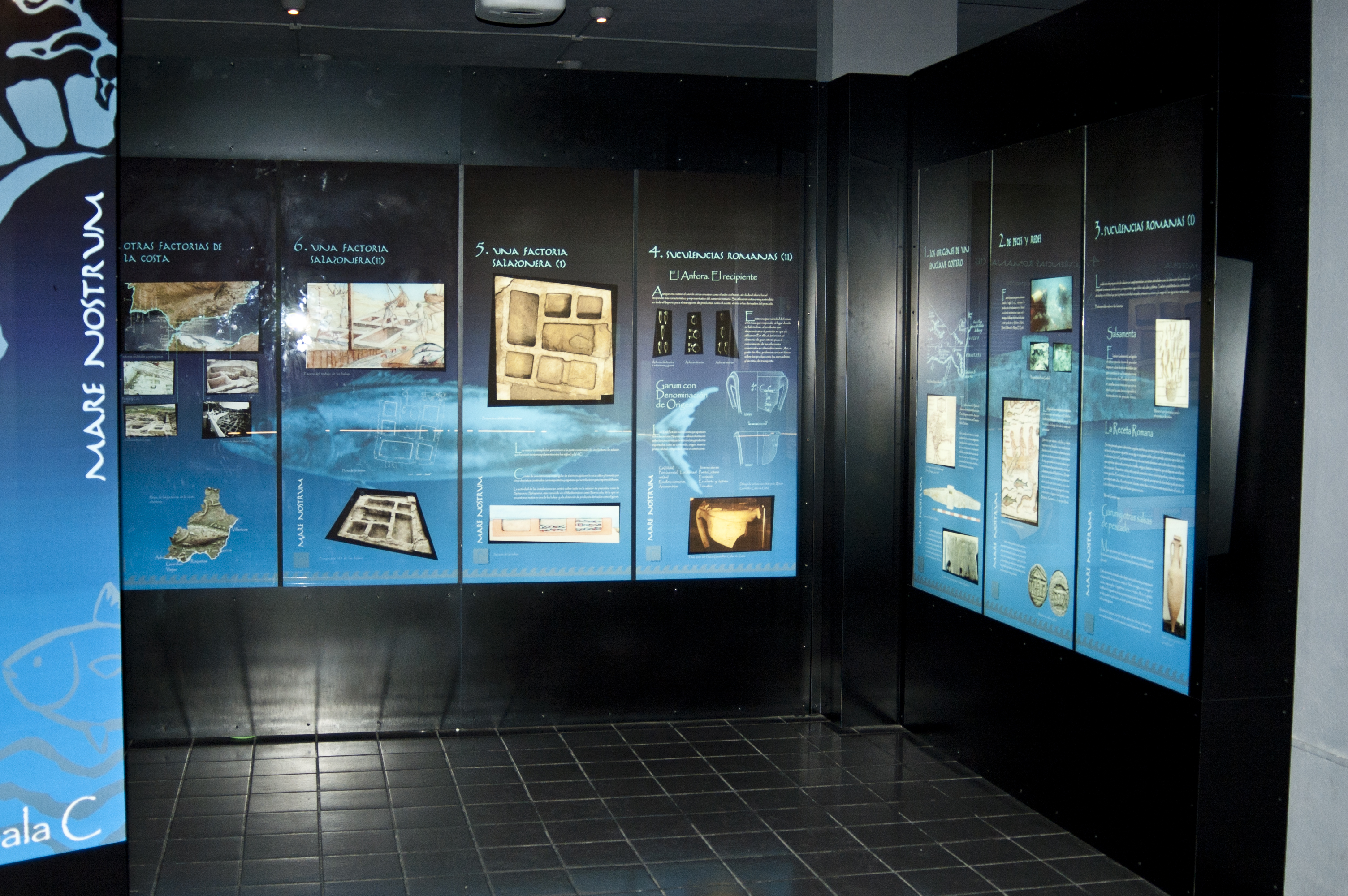
Paneles informativos de la primera sala

En la primera sala se ofrece un breve audiovisual, muy ilustrativo, sobre el proceso de conformación de un yacimiento arqueológico y su posterior excavación.
Un yacimiento arqueológico se empieza a formar desde el momento en el que se produce el abandono de un espacio habitado. Con el paso del tiempo, se van creando los estratos que cubren las estructuras y los objetos derivados de la actividad humana. Cada estrato o sedimento equivale a la página de un libro que puede leerse en orden inverso, desde el final hasta el comienzo, para reconstruir los acontecimientos de la historia.

### Factoría de salazones
En la sala situada al norte del enclave arqueológico se localizan 6 balsas romanas pertenecientes a una factoría de salazón de pescado que estuvo en funcionamiento desde el siglo I d. C. hasta el IV. En estos momentos Almería no era propiamente una ciudad, ni siquiera un núcleo de entidad.
Los restos documentados están relacionados con las industrias de salazones propias de los lugares costeros, muy frecuentes en todo el sur peninsular y el norte de África. Estas industrias constituían uno de los pilares fundamentales de la economía y el comercio de estos enclaves marítimos. Pensemos que salar el pescado era imprescindible para su conservación y la mejor forma para poder transportarlo a los sitios de interior.
Existen muchos tipos de factorías de salazones romanas, con distinto tamaño y estructura, pero todas tienen en común la existencia de este tipo de piletas que era donde se hacía tanto la salazón de pescado, como la famosa pasta del garum.

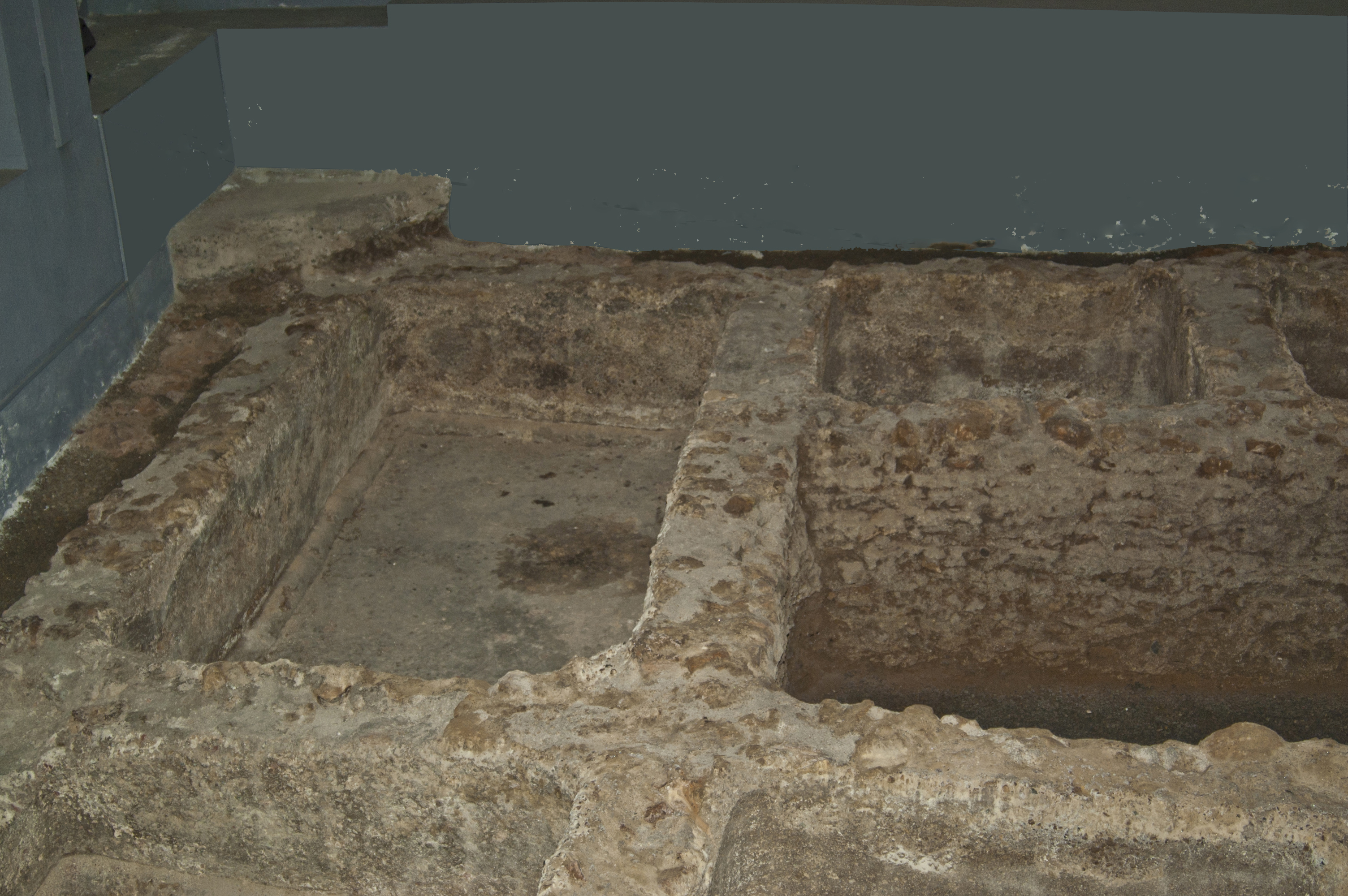
Balsas de salazón

Cuando el pescado llegaba a la factoría, se limpiaba y se troceaba. Una vez troceado, se depositaba, alternando varias capas de pescado y sal. Se dejaba macerar al sol durante aproximadamente 20 días y terminado el proceso, era introducido en ánforas y se almacenaba para su traslado.
Otro de los productos que se elaboraba en las fábricas de salazones (en este caso en piletas más pequeñas) era el garum, una pasta o salsa muy valorada que se hacía con las vísceras y los desechos del pescado. En ocasiones se le añadía vino, vinagre, miel y otros ingredientes. Se utilizaba como condimento para todo tipo de platos, acompañando a las carnes, sopas, etc. Era también famoso por sus propiedades medicinales: se utilizaba para abrir el apetito, como cicatrizante de heridas y demás usos curativos. El garum estaba reservado a las clases más pudientes por su precio, ya que su proceso de elaboración era más lento y se obtenía menor cantidad de producto.

### Almería en época medieval islámica

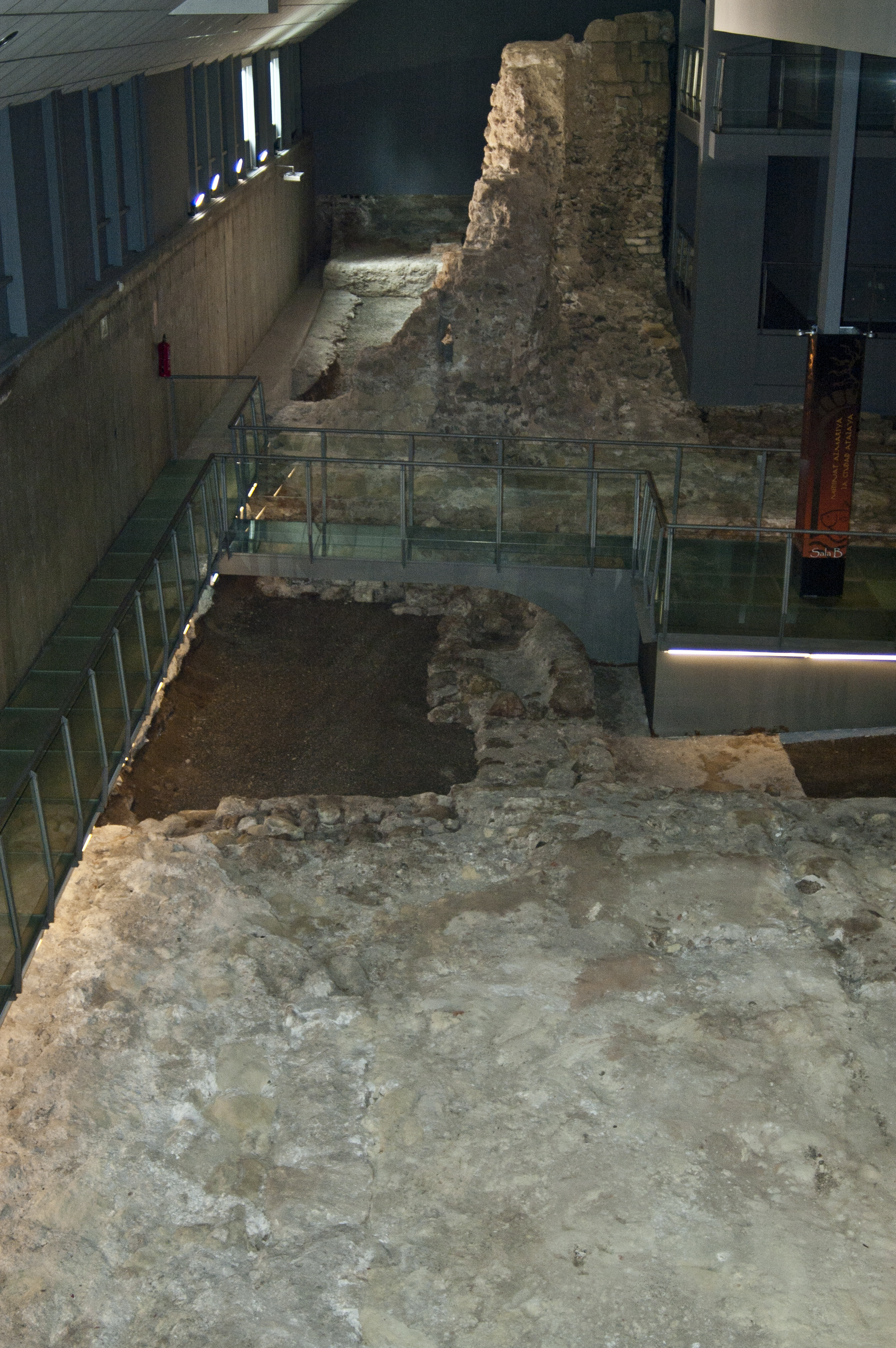
Restos de la muralla

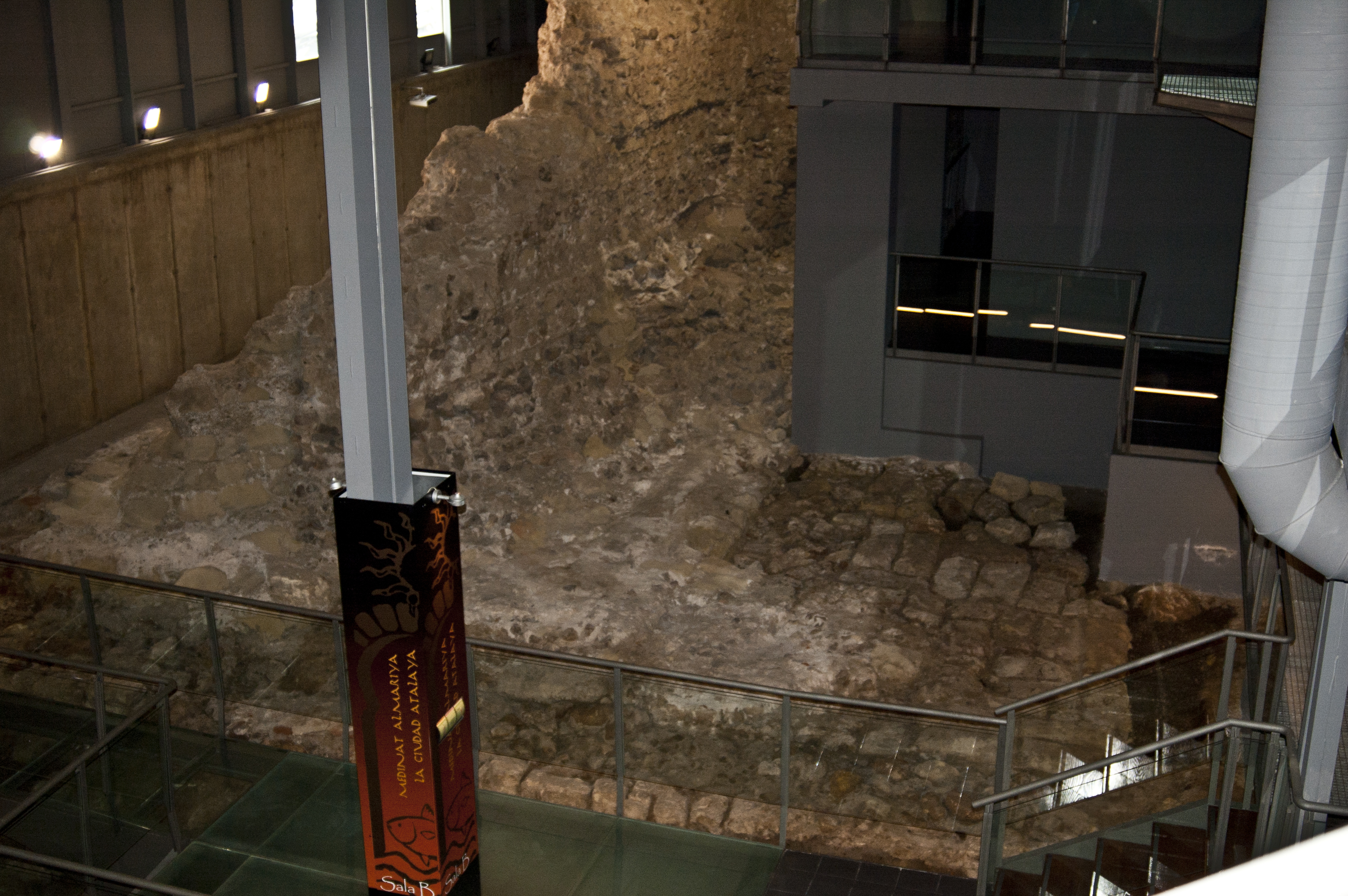
Restos de la torre Oeste

La sala central del enclave arqueológico la ocupan los restos de la muralla medieval islámica que cerraba la ciudad de Al-Mariyya por su frente sur.
Almería surge como el puerto de la ciudad de Bayyana, que en el siglo IX era una población muy importante, localizada a unos 8 kilómetros de la costa, en el lugar en el que se ubica en la actualidad la localidad de Pechina. La economía de Bayyana se basaba en la agricultura, la fabricación de tejidos de seda y el tráfico de esclavos. Todas estas actividades comerciales tenían que tener una salida marítima, en este caso Almería, que en ese siglo era únicamente un enclave portuario.
Durante el siglo X será la sede de la flota del califato. Desde aquí salían todas las expediciones navales que se realizaban al norte de África y hacia el Atlántico para frenar el avance de las embarcaciones normandas. A mitad de ese siglo, concretamente en el año 955, debido a la importancia de este enclave, sufre un ataque por parte de una escuadra fatimí, que destroza las atarazanas y gran parte de las infraestructuras navales con las que contaba. Este hecho lleva al califa Abd al-Rahman III a tomar la decisión de dotarla de murallas, de las que carecía hasta el momento, al tiempo que le otorga la categoría de medina, es decir, de ciudad. De este momento data la muralla que se conserva en el enclave, que se siguió utilizando durante todo el periodo medieval.
Al-Mariyya irá creciendo en importancia llegando a eclipsar a la ciudad de Bayyana, que poco a poco se irá despoblando. Almería se convierte en un importante enclave comercial que durante los siglos XI y XII vivirá su momento de máximo esplendor. Mantenía relaciones comerciales con todos los puntos del Mediterráneo: exportaba fundamentalmente telas, que eran conocidas en todo el mundo, estelas funerarias labradas en mármol de Macael, esclavos, etc. Se la conocía como Puerta del Mediterráneo.
Su importancia comercial hará que grandes emporios comerciales del Mediterráneo fijen en ella su atención, ya que les suponía una competencia. En 1147 será tomada por Alfonso VII de Castilla, apoyado por genoveses y pisanos, y estará en manos cristianas durante diez años de saqueo y destrucción. En 1157 los almohades conquistan la ciudad, llevando a cabo numerosas reconstrucciones con las que intentan devolver a la ciudad su pasado esplendor. Durante los años en los que formará parte del Reino Nazarí de Granada, seguirá siendo un enclave portuario pero nunca volverá a tener la importancia que tuvo en época taifa y almorávide. En 1489 será conquistada definitivamente por los Reyes Católicos.

#### Las murallas
El lienzo de muralla conservado en el Enclave Arqueológico Puerta de Almería pertenece al cinturón de muralla que cerraba la ciudad por el sur, es decir, el frente que daba al mar. La construcción de esta muralla data de mediados del siglo X, pero por su situación estará en uso durante toda la época islámica, conservándose hasta el siglo XIX, en el que serán derribadas para abrir la ciudad al mar. En el tramo conservado existen los restos de una puerta que se abría entre dos torres cuadrangulares que protegían la entrada. Esta Puerta, que sólo se conserva a nivel de cimientos, medía 6 m y, dada la cercanía al lugar en el que se construían los barcos, algunos autores han interpretado que podría tratarse de la puerta de las atarazanas.